# Децим Юний Ювенал
Де́цим Ю́ний Ювена́л (лат. Decimus Iunius Iuvenalis; часто — просто Ювенал; родился между 50 и 60 годом, Аквинум, Римская империя — умер после 127 года, Рим, Римская империя) — римский писатель-сатирик и оратор. Автор «Сатир» в пяти книгах, опубликованных до 131/132 года.

## Биография
Децим Юний Ювенал родился в юго-восточной части Лация в первые годы правления Нерона (примерно в 55/56 году). Судя по литературной деятельности Ювенала, можно предположить, что он получил отличное образование, а следовательно, скорее всего, происходил из богатой семьи. Это подтверждает древняя биография поэта, согласно которой Ювенал был сыном или воспитанником богатого вольноотпущенника.
Ювенал долго («до середины жизни», то есть до 40—50 лет) упражнялся в ораторском искусстве, но не для заработка, а для собственного удовольствия. Некоторое время служил военным трибуном в армии, имел у себя на родине сан главного жреца обожествлённого императора Веспасиана, а также занимал высокий пост в местном городском самоуправлении. Затем (если судить по туманным объяснениям в его жизнеописании) он впал в немилость у одного из императоров и был сослан за пределы Италии.
Свои сатиры Ювенал начал писать или публиковать только при императоре Траяне, после 100 года. 16 сатир поэта разделяются на 5 книг (1—5; 6; 7—9; 10—12; 13—16). Хронология выхода в свет книг достаточно неопределённа; приблизительные даты выхода их в свет таковы:
- I-я книга — между 100—115 годами;
- II-я — между 116—117 годами;
- III-я — между 118—120 годами;
- IV-я — между 121—127 годами;
- V-я — после 128 года, но до 131—132 года.

Вероятно, на 131/132 годы приходится и смерть Ювенала.

## Сочинения
По характеру произведения Ювенала можно разделить на две группы, вторая (начиная примерно с 10-й сатиры), по мнению знатока Ювенала Отто Яна, гораздо слабее:
«Первые сатиры написаны при самых живых впечатлениях от пережитой эпохи ужасов, полны ожесточённых и резких нападок против выдающихся и первенствующих лиц и дают яркую картину ближайшего прошлого. В последних сатирах этот огонь угасает всё больше и больше. Ярко вспыхнувшая ярость даёт место ворчливому благодушию; живое отношение к вещам и лицам отступает перед общими местами; всё более и более проявляется склонность к известным философским положениям, морализированию и вообще к широкому, расплывчатому изложению; мощно бьющий, даже пенящийся и бушующий горный ручей превращается в широкую и всё спокойнее текущую реку».
Эта разница дала повод немецкому учёному О. Риббеку объявить чуть ли не половину сатир Ювенала произведениями более позднего времени («Der echte und unechte Juvenal», Лейпциг, 1859), однако эта гипотеза не получила дальнейшего развития.
В первой сатире Ювенал обосновывает своё выступление в качестве обличителя пороков современного ему общества и излагает своё мнение по поводу этих пороков: эта сатира является как бы программой для всех других. Поэт недоволен господствующим в литературе пристрастием к скучным и холодным мифологическим сюжетам и обращает внимание читателей на предоставляющее богатый материал для наблюдений римское общество, очерчивая беглыми, но меткими штрихами различные пороки, например, мужчины, выходящего замуж подобно женщине, грабителя-наместника, супруга-сводника собственной жены и т. д. Во 2-й сатире выставлены развратные лицемеры («…qui Curios simulant et Bacchanalia vivunt…»). Как жилось среди подобных развращённых личностей в целом в тогдашнем Риме, показывает 3-я сатира, наиболее удачная по живописанию тягостных условий существования в столице бедного и честного человека (этой сатире подражал Буало в сатирах I и VI). В 4-й сатире со злой иронией изображено заседание государственного совета во время Домициана, где обсуждается вопрос, как поступить с огромной рыбой, поднесённой рыбаком в дар императору.
В 5-й сатире поэт в ярких красках рисует унижения, которым подвергается бедняк-клиент на пиру у богача-патрона. Ювенал хочет пробудить в паразите чувство стыда и гордости и для этого в резких контрастах противопоставляет то, что имеет за столом сам богач и что велит он подавать бедному прихлебателю. Из 6-й сатиры можно заключить, что Ювенал был страстным женоненавистником и врагом брака и основательно изучил слабости и пороки современных ему дам. Эта сатира, самая большая по объёму (661 стих), является одним из наиболее жёстких плодов гения поэта, как по крайне суровому тону, так и по натуральности описания. 7-я сатира посвящена бедственному положению лиц, живущих умственным трудом: писателей, адвокатов, учителей. В 8-й сатире разбирается вопрос, в чём состоит истинное благородство. Поэт доказывает, что одно только знатное происхождение без личных нравственных качеств ещё ничего не значит, и что лучше иметь отцом Ферсита и походить на Ахилла, чем быть сыном Ахилла и походить на Ферсита (этой сатире подражал Кантемир). В 9-й сатире содержатся иронически наивные жалобы мужчины, промышляющего педерастией, на то, как трудно зарабатывать себе хлеб этим занятием. Тема 10-й сатиры — близорукость всех человеческих желаний; людям, собственно, нужно одно, чтобы был здравый ум в здравом теле (знаменитое «Orandum est, ut sit mens sana in corpore sano»). В 11-й сатире Ювенал приглашает в праздник Мегалезий на обед своего друга, Понтика, и распространяется по этому поводу о простоте старинных нравов и о современной расточительности. В 12-й сатире (самой слабой) Ювенал преследует весьма распространённый в Риме того времени тип искателей наследства (heredipeta). В 13-й сатире поэт, утешая своего приятеля, Кальвина, лишившегося значительной суммы денег, изображает угрызения совести, которыми должно терзаться обманувшее Кальвина лицо. 14-я сатира состоит из двух слабо соединённых между собой частей: первой об огромном влиянии на детей образа жизни их родителей и второй об алчности, как одном из главнейших пороков. В 15-й сатире, по поводу случая каннибальства в Египте, Ювенал распространяется об извращённости тамошних религиозных верований. Наконец, последняя, 16-я сатира представляет собой отрывок из 60 стихов, в котором говорится о мнимом превосходстве военного сословия над другими. Незаконченность этой сатиры служит доказательством того, что произведения Ювенала не подвергались переработке после его смерти.
Для общей характеристики Ювенала особенно важна его первая сатира. Поэт неоднократно повторяет, что наблюдая развращённость своего времени, он не может не писать сатиры, и что если природа отказала ему в поэтическом гении, то стихи будет ему диктовать негодование (знаменитое «Si natura negat, facit indignatio versum»). И в конце этой пламенной речи, к крайнему удивлению, мы читаем следующее заявление: «Попробую, что позволительно у нас говорить хоть о тех, чей прах уже зарыт на Фламиниевой или на Латинской дороге». Таким образом читатель предупреждён, что смелость сатирика не пойдет дальше принесения в жертву умерших. И, насколько мы можем судить, Ювенал остался верен этому положению: кроме мёртвых, он называет только таких лиц, которые ему не могут навредить, а именно осужденных и людей низкого звания. Странной должна показаться такая предосторожность у поэта, о котором думали прежде, будто он советовался только со своим мужеством; но такая воздержанность понятна в те ужасные времена, и поэту простительно было обезопасить себя против жестоких фантазий государей и неизбежной мстительности сильных людей; вместе с тем следует признать и то, что Ювенал не имел приписываемого ему обычно характера, и сатиры его не отличаются геройством. Если сатира Ювенала касается только прошлого, то и негодование поэта не есть внезапный гнев, вызванный созерцанием общественного упадка: Ювенал передает только свои воспоминания, далеко не так красочно, как они имели бы в современном им рассказе. Отсюда потребность украсить свой рассказ, придать ему искусственный колорит. Тут на помощь Ювеналу-поэту является Ювенал-ритор, который недаром долго занимался декламацией. Благодаря этим привычкам декламатора в сатирах часто замечается преувеличение и пафос, внешним выражением чего служит масса исполненных негодования и изумления вопросов, возгласы, остроумные изречения — особенности речи, которые подчас делают стиль Ювенала запутанным и тёмным. Затем следует вспомнить, что Ювенал начал писать сатиры, уже перешагнув за середину своей жизни, испытав множество разочарований. Такой человек легко склонен всё рассматривать в мрачном свете, быть пессимистом. Знаменитая сатира против пороков женщин, очевидно, вылилась у человека, немало пострадавшего от слабого и прекрасного пола. Точно так же в 3-й и 7-й сатирах проглядывает облик молодого провинциала, который с самыми радужными надеждами стремился в столицу, мечтая найти там скорую славу и сопряженное с ней богатство, но грезы эти скоро разлетелись в пух и прах. Пессимизмом Ювенала объясняют ещё одну сторону его произведений: он охотно копается в грязи, и в галерее его образов есть много таких картин, которые должны быть завешены для обыкновенного читателя.
Сказанное до сих пор относится к отрицательным сторонам поэзии Ювенала. Переходя к её достоинствам, отметим, прежде всего, что ритор не заглушил в Ювенале моралиста и гражданина. Сатиры его исполнены патриотических чувств. Это был человек действительно нравственный, с возвышенно-идеальным взглядом на жизнь. Он искренне стремился помочь своим согражданам, и если иногда преувеличивал их пороки, то только радея об их пользе. О другой положительной стороне поэзии Ювенала граф А. В. Олсуфьев отзывается так: «в сатирах Ювенала, этого реалиста древнего мира, как в фотографической камере, отпечаталась вся окружавшая его римская жизнь, изображенная им в целом ряде законченных до мельчайших подробностей бытовых картин, прямо с натуры схваченных портретов, психологических, тонко разработанных очерков отдельных типов и характеров, реалистически верных снимков со всей окружающей его среды, от дворца кесаря до лачуги в Субуре, от уборной знатной матроны до клети в лупанарии, от пышной приемной чванливого адвоката до дымной школы бедняка-грамматика; Ювенал собрал всё это разнообразие силой своего таланта в одно художественное целое, в котором, как в зеркале, отражается весь древний мир, насколько он был виден поэту». Ювенал важен для изучения частного, семейного, внутреннего быта древних, о котором до нас дошли весьма скудные сведения. Его сатиры ревностно читались не только в древности, но и в Средние века, когда нравился его возвышенный и вдохновенный тон; многие называли его тогда ethicus, а один поэт писал, что Ювеналу верят больше, чем пророкам («Magis credunt Juvenali, quam doctrinae prophetali»). Существует множество древних толкований поэта (так называемых схолий), начиная с IV века и кончая Поздним Средневековьем.

## Переводы

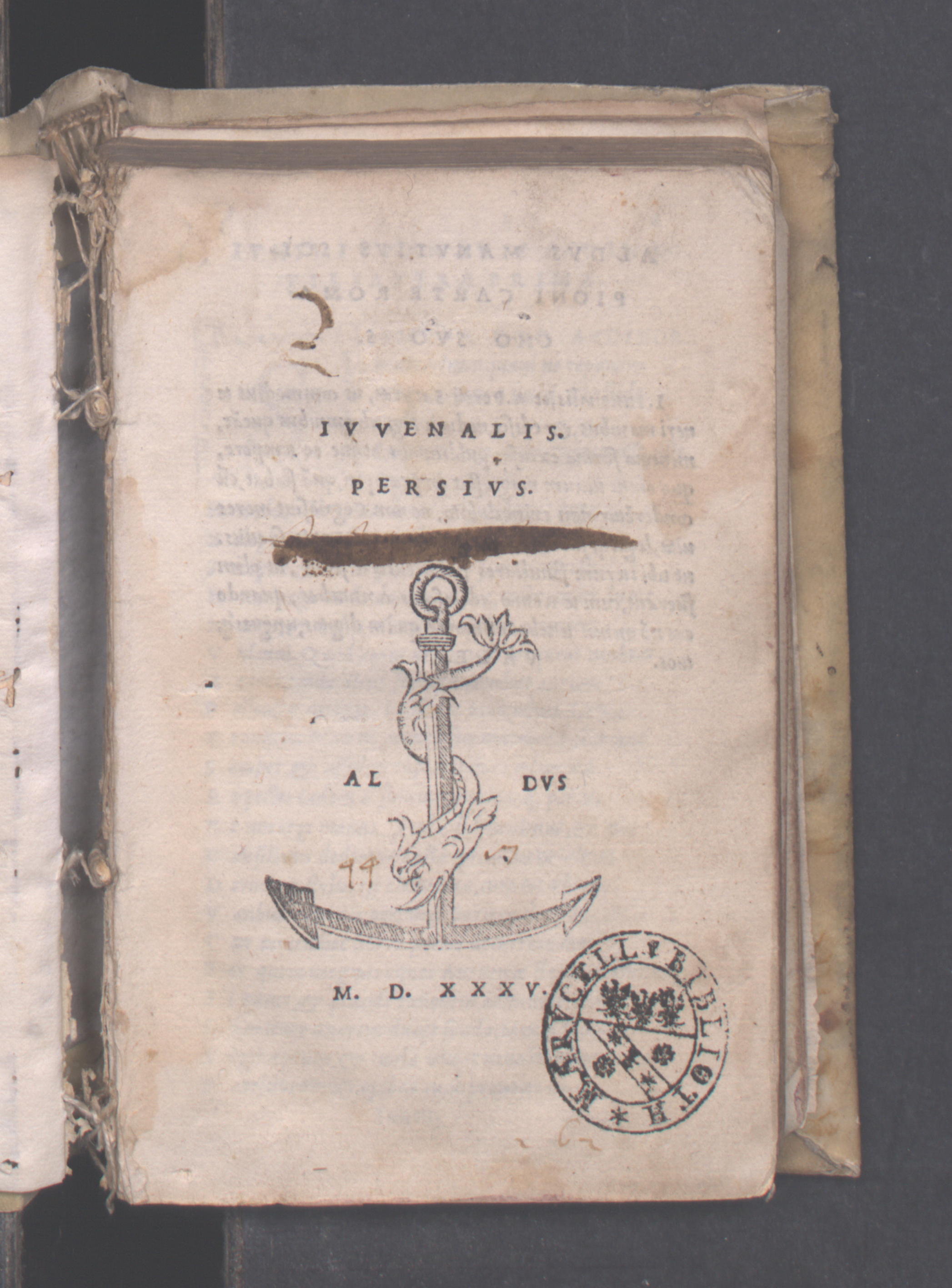
Saturae, 1535

- В серии «Loeb classical library» сатиры Ювенала и Персия изданы под № 91.
- Издание в серии «Collection Budé»: Juvénal. Satires. Texte établi et traduit par P. de Labriolle et F. Villeneuve. 224 p.

Русские переводы:
- Д. Юния Ювенала сатиры. / Пер. А. Фета. М.: 1885. 245 стр.
- Сатиры Д. Юния Ювенала. / Пер. А. Адольфа. М.: 1888. 504 стр.
- Ювенал. Сатиры. / Пер. Д. С. Недовича и Ф. А. Петровского, вступ. ст. А. И. Белецкого. М.-Л., Academia. 1937. 158 стр. 5300 экз.
  - переиздания: (частично) Римская сатира. М., 1957.
  - Римская сатира. М., 1989. С. 241—340, с комм. А. И. Солопова на с. 501—542;
  - со статьёй В. С. Дурова. (Серия «Античная библиотека») СПб.: Алетейя. 1994. 220 стр.